# دانشگاه گاکوگی توکیو
دانشگاه گاکوگی توکیو (به ژاپنی: 東京学芸大学, Tōkyō gakugei daigaku)، یک دانشگاه ملی در کوگانی، توکیو است. این دانشگاه در سال ۱۸۷۳ تأسیس شد، در سال ۱۹۴۹ به عنوان یک دانشگاه منشور شد. همچنین به نام‌های گاکودای (学大学) و به اختصار TGU نیز شناخته می‌شود.